# 三山駅 (忠清南道)
三山駅（サムサンえき）は、大韓民国忠清南道舒川郡にかつて存在した韓国鉄道公社長項線の駅である。

## 歴史
- 1930年10月22日：開業[1]。
- 1943年12月5日：廃止。
- 1965年9月21日：再開業[2]。
- 2006年6月23日：廃止[3]。